# Dominik Pech
Dominik Pech, né le 4 septembre 2006 à Prague en Tchéquie, est un footballeur tchèque qui évolue au poste de milieu offensif au BSC Young Boys, en prêt du Slavia Prague.

## Biographie

### En club
Né à Prague en Tchéquie, Dominik Pech est formé par le SK Slavia Prague, où il s'impose comme un joueur clé durant les différentes catégories de jeunes et plus particulièrement les moins de 19 ans. Grand espoir du club, il se démarque notamment par ses dribbles et sa technique.
Il fait sa première apparition en professionnel le 27 mai 2023, à l'occasion d'une rencontre de championnat face au 1. FC Slovácko. Il entre en jeu à la place de Christos Zafeiris et son équipe l'emporte par quatre buts à zéro.
Il remporte son premier trophée en participant à la saison 2024-2025, le Slavia étant sacré champion de Tchéquie.
Le 26 juillet 2025, Dominik Pech rejoint la Suisse et le BSC Young Boys sous la forme d'un prêt d'une saison. Le club helvète dispose d'une option d'achat sur le joueur.

### En équipe nationale
Avec l'équipe de Tchéquie des moins de 17 ans, il joue un total de onze matchs, et marque un but.

## Palmarès
SK Slavia Prague
- Championnat de Tchéquie (1) :
  - Champion : 2024-2025.